# Reisach (Pegnitz)
Reisach ist ein Gemeindeteil der Stadt Pegnitz im Landkreis Bayreuth (Oberfranken, Bayern). Reisach liegt in der Gemarkung Penzenreuth.

## Lage
Das Dorf bildet mit Hainbronn im Nordwesten eine geschlossene Siedlung. Diese liegt im Norden der Fränkischen Alb eingebettet zwischen zwei bewaldeten Bergkuppen; im Nordwesten ist das der  Biesselberg (456 m ü. NHN) und im Ostsüdosten der Lindberg (522 m ü. NHN). Eine Gemeindeverbindungsstraße führt nach Hainbronn zur Staatsstraße 2162 (0,5 km nordwestlich) bzw. nach Penzenreuth zur Kreisstraße BT 25 (1,4 km südöstlich). Das Dorf befindet sich innerhalb des Zuständigkeitsbereichs des Forstamtes Betzenstein.

## Geschichte
Mit dem Gemeindeedikt (frühes 19. Jahrhundert) wurde Reisach der Ruralgemeinde Penzenreuth zugewiesen. Im Rahmen der Gebietsreform in Bayern wurde Reisach am 1. Juli 1972 in die Stadt Pegnitz eingegliedert.

## Baudenkmäler
Im Zentrum von Reisach steht eine kleine Dorfkapelle und in der Flur Lindach ein denkmalgeschützter Bildstock aus dem 18./19. Jahrhundert, der die Funktion einer Feldkapelle hat. Er besteht aus einem massiv gebauten Bildhäuschen mit Bildnische und Satteldach. Das mit der Aktennummer D-4-72-175-70 des BLfD versehene Bauwerk steht am Rande eines Feldwegs und liegt ungefähr 270 Meter südöstlich des Dorfes.

## Religion
Im Gegensatz zur protestantisch geprägten Kernstadt gehört die Bevölkerung von Reisach aufgrund der jahrhundertelangen Zugehörigkeit zur Oberpfalz auch heute noch ganz überwiegend der katholischen Kirche an.

## Wirtschaft und Infrastruktur
Am südlichen Rand des Dorfes befindet sich eine Pferdepension.
Vom ÖPNV wird das Dorf an einer Haltestelle der Regionalbuslinie 385 des VGN bedient.